# Hlemýždí závody
Hlemýždí závody jsou formou zábavy, která zahrnuje závodění dvou a více hlemýžďů. Nejčastěji se jedná o druh známý pod názvem hlemýžď zahradní patřící do třídy plžů. Tento druh je nejvíce zastoupen ve střední a západní Evropě, včetně České republiky, a vlivem lidské činnosti byl rozšířen do celého světa.
Na mnoha místech po celé Zemi se každý rok pořádá mnoho hlemýždích závodů, avšak většina z nich se ještě v listopadu 2015 odehrávala ve Spojeném království.

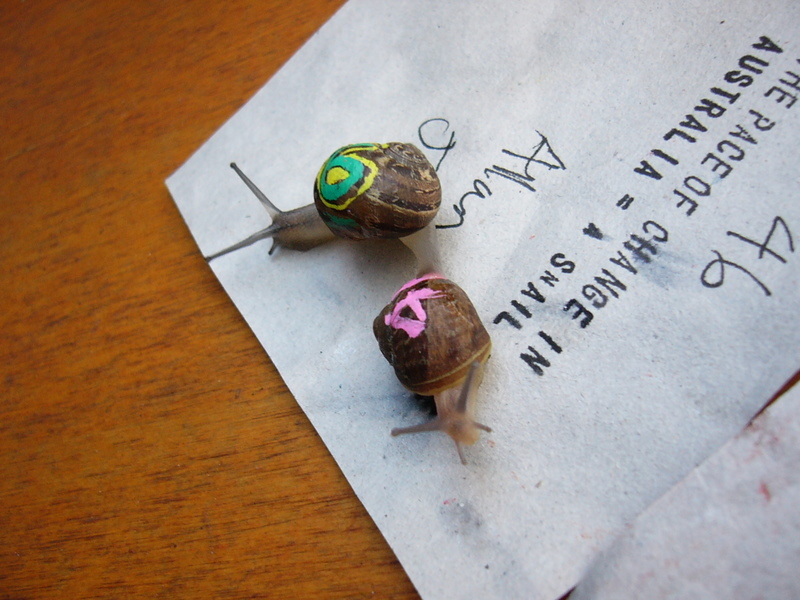
Probíhající hlemýždí závod

Trať je většinou tvořena z vlhké látky, která je položena na hladké desce. Na této látce je barevně vyznačeno několik soustředných kruhů, přičemž hlemýždi začínají závod na hranici nejmenšího kruhu a cílem je dosažení hranice kruhu s největším poloměrem v co nejkratším čase. Přímá délka dráhy, tedy rozdíl mezi poloměrem nejmenšího a největšího kruhu se většinou pohybuje mezi 30–35 centimetry. Jednotliví hlemýždi se rozlišují pomocí čísel nakreslených na jejich ulitách nebo pomocí malých vlaječek, samolepek přilepených na ulitách. Po vložení šneků na startovní čáru se až do konce závodu nikdo nesmí šneků nijak dotýkat, přemísťovat je ani je jakkoliv ovlivňovat, například lákáním na potravu, zvlhčováním látky a podobně.

## Soutěže

### Zahraničí
Každoroční světový šampionát ve šnečích závodech byl založen pod oficiálním názvem "World Snail Racing Championships" ve městě Coungham v anglickém hrabství Norfolk. Stalo se tak v šedesátých letech 20. století poté, co byl zakladatel Tom Elwes svědkem jednoho závodu ve Francii. Rekordmanem ve hlemýždích závodech se v roce 1995 stal hlemýžď s názvem Archie, který nastavil světový rekord na hodnotu přesných dvou minut. V roce 2007 muselo být závodění v Counghamu zrušeno z důvodu neobvykle silných dešťů, které zcela rozmáčely kriketové hřiště, na kterém se závody každoročně pořádaly. Pravdou je, že závod byl odložen poprvé v historii od jeho založení, a to jen pár dní poté, co zemřel zakladatel tohoto klání Tom Elwes. V roce 2008 se Heikki Kovalainen, světově proslulý závodník Formule 1, umístil sice až na sedmém místě, avšak hlemýžď nesoucí jméno po tomto jezdci dominoval ve světovém šampionátu ve hlemýždích závodech a s časem 3 minuty a 2 sekundy ho také vyhrál. V roce 2010 se šampionátu v Norfolku zúčastnilo až 200 hlemýžďů a vítězem se stal hlemýžď s názvem Sydney s časem 3 minuty a 41 sekund.
V Londýně se první oficiální šampionát ve šnečích závodech odehrál v roce 1999 pod názvem "Guinness Gastropod Championship". Ke komentování byl přizván známý komentátor z dostihových závodů John McCririck, který závod odstartoval větou "ready, steady, slow". Tato věta se běžně používá v terminologii týkající se hlemýždích závodů. Následující rok zahrnula anglická značka černého piva Guinness hlemýždí závod do své reklamy s názvem "Bet on black" jako část reklamní kampaně "Good things come to those who wait". Tato reklama získala stříbrné ocenění na Lionském mezinárodním festivalu tvořivost v Cannes (oficiální název "Cannes Lions International Festival of Creativity").
Další šampionát pod názvem "Grand Championship Snail Race" se od roku 1992 koná každoročně v Cambridgeshire ve vesnici Snailwell jakou součást každoročních letních slavností. Pravidelně se těchto slavností účastní přes 400 lidí díky čemuž se populace vesnice Snailwell dočasně více než zdvojnásobí.
Mimo Spojené království se hlemýždí šampionáty pořádají například ve Francii ve vesnici Lagardere, kde hlemýždi bojují doslova o život, jelikož jsou všichni kromě vítěze po závodě servírováni jako delikatesa.

### Česká republika
V České republice nebyly hlemýždí závody ani v roce 2015 moc časté, avšak to by se mohlo v následujících letech změnit. Internetových stránek o chování těchto plžů postupně přibývá a díky tomu se tento trend postupně dostává do povědomí českým občanům. Hlemýžď je velice nenáročný na chování jak po finanční stránce, tak po materiální a časové, vzhledem k chybějící srsti jsou hlemýždi vhodní i pro alergiky. Jejich sliz navíc napomáhá léčbě ekzému a využití nachází i při výrobě některé kosmetiky. Hlemýždi se díky těmto všem vlastnostem hodí k lidem, kteří nemají čas na chování jiných časově náročných zvířat, jako třeba psů a koček, hlemýžď vydrží bez pozornosti třeba i týden, pokud je mu předem dán dostatek potravy.